# Tulpen aus Amsterdam (Film)
Tulpen aus Amsterdam ist ein deutscher Fernsehfilm aus dem Jahr 2010.

## Handlung
Die beiden Schwestern Anna und Lilli könnten unterschiedlicher kaum sein. Anna Lechner lebt als Blumengroßhändlerin in Amsterdam und hat mit dem Tulpenzüchter Ed Verkerk ihren Traummann gefunden. Das einzige, was zu dem Glück noch fehlt, ist ein gemeinsames Kind. Da es nicht auf natürlichem Wege klappt, denken beide an eine Adoption. Doch sie erhält eine niederschmetternde Botschaft aus München. Ihr Vater Wenzel liegt im Krankenhaus. Schnell reist sie zu ihm und gibt ihm am Sterbebett das Versprechen, sich um Lilli zu kümmern.
Lilli ist das komplette Gegenteil ihrer Schwester. Seit einem Autounfall in ihrer Kindheit, bei dem ihre Mutter verstarb, ist sie gehbehindert und auf Beinschienen angewiesen. Das hat nicht nur ihr Selbstbewusstsein zerstört; ihre Komplexe verhindern auch noch, dass sie sich um den Blumenversandhandel kümmern kann.
Nach dem Tod des Vaters beschließt nun Anna vorerst in München zu bleiben, um ihrer Schwester bei der Leitung des Familienbetriebes unter die Arme zu greifen. Dabei benimmt sie sich aber wie eine Beschützerin Lillis, sodass diese sich schnell bevormundet fühlt. Spannungen entstehen zwischen den beiden. Da Anna es aber nicht übers Herz bringt, Lilli alleine zu lassen, riskiert sie auch ihre Beziehung zu ihrem geliebten Ed. Davon ahnt Lili aber nichts. Sie lernt den Arzt Lorenz kennen, der ihr von einer neu entwickelten Operationsmethode erzählt. Lilli kann vielleicht bald wieder richtig laufen. Da er ihr auch das Gefühl gibt, eine attraktive Frau und keine bemitleidenswerte Behinderte zu sein, schwebt sie im siebten Himmel. Anna reagiert darauf mit Skepsis, denn sie befürchtet, dass Lilli durch falsche Erwartungen enttäuscht werden könnte. Daher redet sie mit Lorenz, was wiederum von Lilli beobachtet wird, die glaubt, dass ihre Schwester ihr den Mann ausspannen will.

## Hintergrund
Der Familienfilm wurde vom 21. April bis 27. Mai 2009 in München und Amsterdam gedreht. Die Erstausstrahlung war am 7. Mai 2010 in der ARD. Dabei wurde er von 4,63 Mio. Zuschauern gesehen, was einem Marktanteil von 15,4 Prozent entsprach.

## Kritiken
„Ein trotz der ernsten Grundierung durchaus heiterer (Fernseh-)Familienfilm um zwei grundverschiedene Frauen, die lernen müssen, eigene Wege zu gehen.“

„Regisseurin Ilse Hofmann, Spezialistin für Familienfilme und Komödien, variiert hier einmal mehr ein Thema, das sie fünf Jahre zuvor bereits in ihrer Genrearbeit ‚Meine Schwester und ich‘ verarbeitete: Auseinandersetzungen unter Geschwistern. Das wenig originelle Drehbuch lieferten Johannes Lackner […] und Monika Peetz […] Gesine Cukrowski und Chiara Schoras füllen ihre Rollen zwar gekonnt mit Leben, doch retten kann dies den Herz-Schmerz-Stoff nicht.“

„Genretypische Verkettung von Missverständnissen, Zerwürfnissen und Schicksalsbegegnungen, bis am Ende alles wie erwartet blüht. […] Tausend Rote, tausend Weiße, immer sehen wir das Gleiche.“